# 바젤 동물원

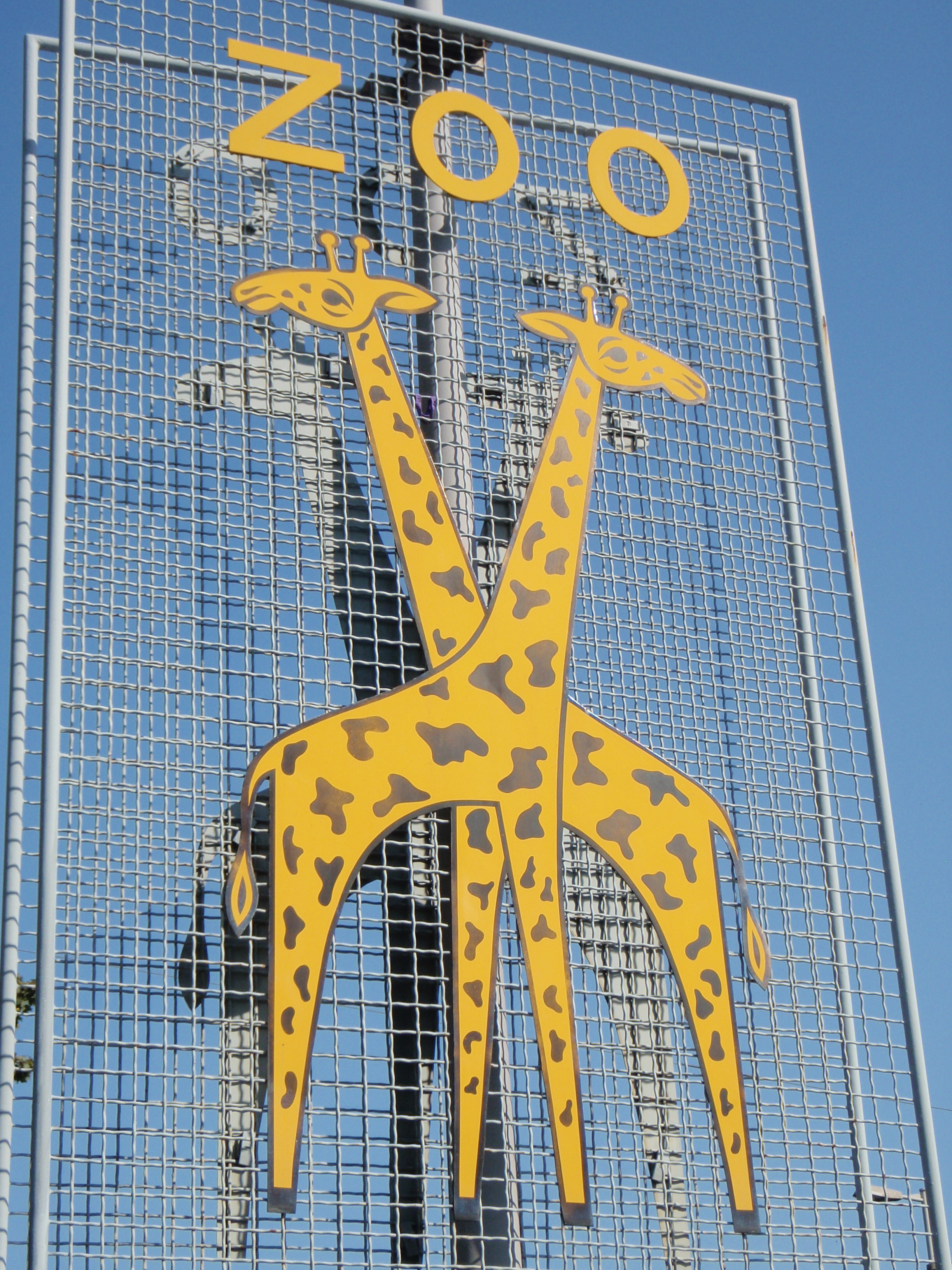
로고

바젤 동물원(Basel Zoo, 공식 명칭: Zoologischer Garten Basel)은 스위스 바젤의 비영리 동물원이다. 바젤 시민들이 부르는 이 동물원의 애칭은 졸리(Zolli)이다.
1874년에 창립되었다. 동물 수 기준으로 스위스 최대의 동물원이며, 스위스에서 가장 오래된 동물원이기도 하다. 넓이 13만㎢인 동물원으로 인도코뿔소, 아프리카코끼리 등의 여러 희귀한 동물들이 있다. 아프리카코끼리 등에 손님을 태우는 원내산책 코스가 유명하다.